# Hemaka
| V28 | U1 | D28 |

| V28 | U1 | D28 |

Hemaka byl důležitým úředníkem za vlády egyptského faraóna Dena (1. dynastie). Na základě výzkumů datování radiokarbonových dat prováděných v 50. letech 19. století je předpokládané období života Hemaky zhruba 3100 př. n. l.  Jedním z Hemakových titulů byl titul „nositele pečeťe krále Dolního Egypta“  díky kterému se stal kancléřem a druhým nejmocnějším po králi. 

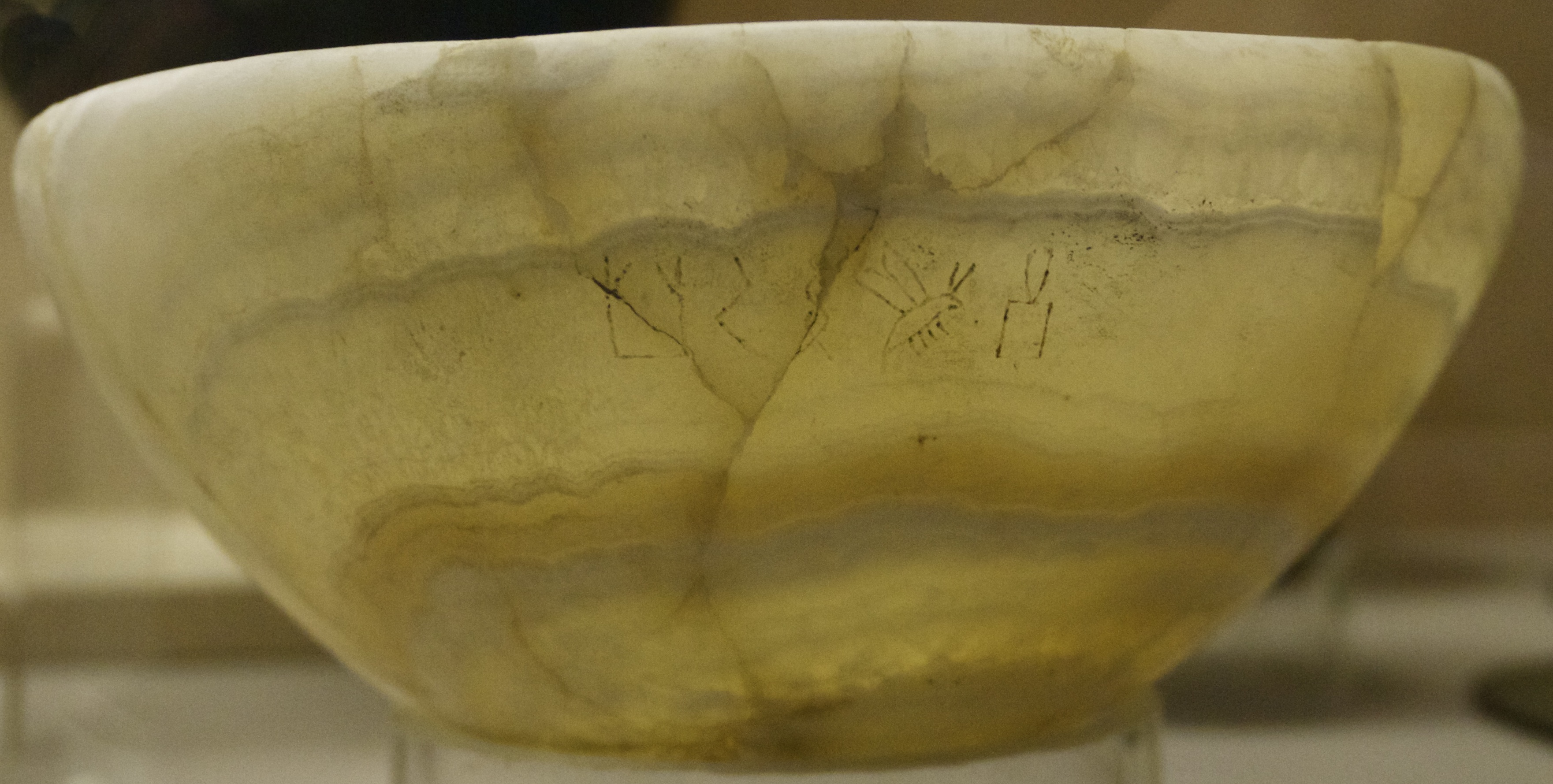
Alabastrová váza nesoucí jméno Hemaky a jeho titul -nositele pečetě krále Dolního Egypta, Národní archeologické muzeum (Francie).

Hrobka Hemaky je větší než královská hrobka a dlouhé roky byla mylně považována za Denovu. Nejprve ji vykopal Cecil Mallaby Firth v roce 1931 a práce pokračovala pod dohledem Waltera Bryana Emeryho v roce 1936.  

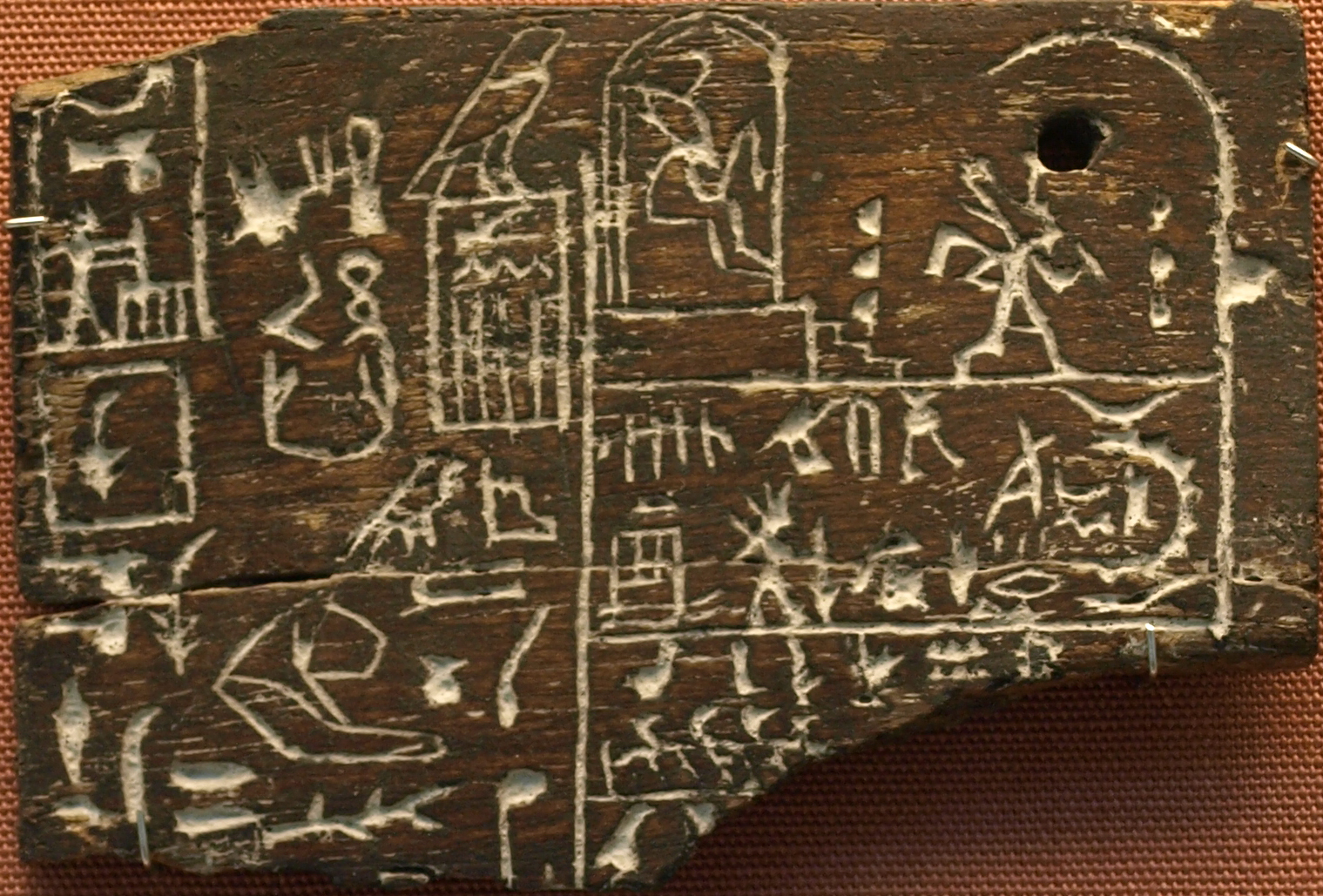
Hemakovo jméno a titul je uvedeno vlevo od jména krále Dena z Denovy hrobky v Umm el-Qa'ab.

Hrobka nacházející se v severní části Sakkary, obsahovala mnoho pohřební výbavy z tohoto období, včetně předmětů, které vypadají jako herní disky a kruhová dřevěná bedna obsahující nejstarší dochovaný kus papyru. Předpokládá se, že bohatství této hrobky i jiných úředníků této doby odráží relativní prosperitu Denovy vlády.
Jak je vidět z nápisů hrnčířských pečetí, Hemaka byl také zodpovědný za udržování jedné z královských oblastí, farmu nebo vinici pro potřebu královské rodiny a později na podporu královského pohřebního kultu. Zdá se pravděpodobné, že v této pozici začal sloužit králi a uspěl i ve správě jiných oblastí, dokud se nedostal na pozici kancléře. 